# Szülészet

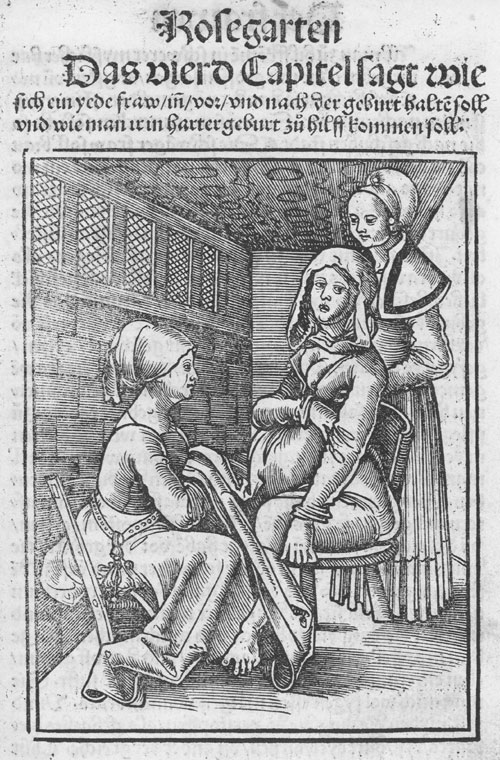
Szülés szülőszéken. (Illusztráció Eucharius Rößlin 16. századi tankönyvéből)

A szülészet (latin: obstare, „mellette”) az orvostudomány azon szakága, amely a terhességgel, a szüléssel és a gyermekággyal foglalkozik. A szülészet részben sebészeti és részben segítő szakma. A szülészetben általában szülész-nőgyógyász szakorvosok és szülésznők dolgoznak együtt, és más szakmák képviselői is (neonatológus szakorvos, csecsemőápoló, védőnő, szoptatási szaktanácsadó stb.), továbbá különféle ún. nem szakképzett segítők is (pl.: dúla). A szülészet ugyan külön orvostudományi szakág, sokszor mégis a nőgyógyászattal együtt említik illetve jelenik meg, főként mivel mindkét szakterület kizárólag nőkkel foglalkozik, továbbá számos egyéb kapcsolódási pontjuk miatt. A mai orvosképzésben is szülész-nőgyógyász szakvizsgát tesznek le az orvosok.